# Вейнская волость

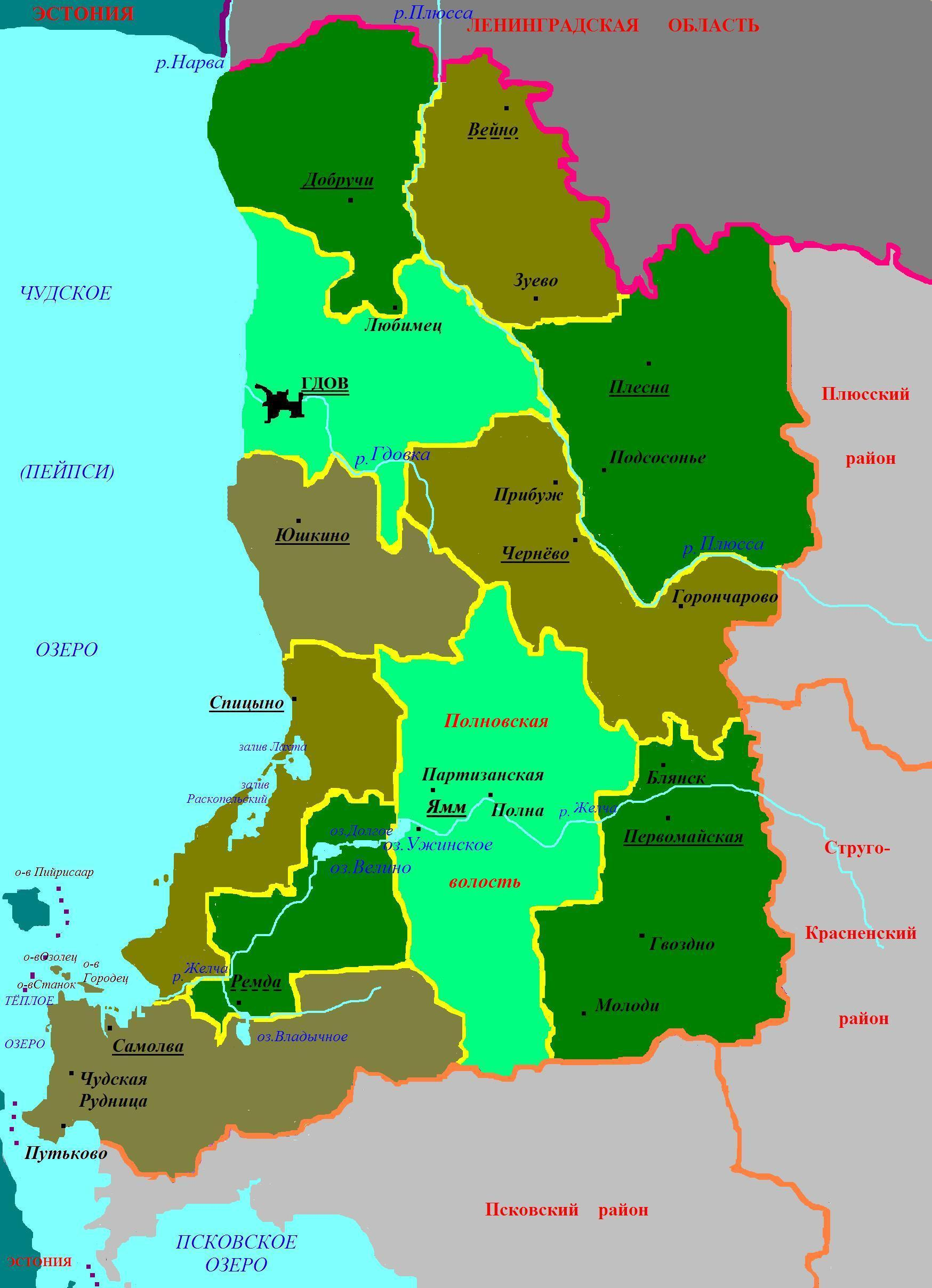
Административное деление Гдовского района (2005)

Вейнская волость — административно-территориальная единица 3-го уровня в составе Псковского района Псковской области РФ, существовавшая в 1995—2005 годах. В 2005 году волость была упразднена в пользу сельского поселения «Добручинская волость».

## Предыстория и Вейнский сельсовет
Территория бывшей Вейнской волости на момент 1914 года входила в состав Гдовского уезда Петербургской губернии.
Постановлением Президиума ВЦИК РСФСР от 1 августа 1927 года в составе новообразованного Рудненского района (Лужского округа Ленинградской области) были образованы Вейнский и Горбовский сельсоветы, в составе Гдовского района (Лужского округа Ленинградской области) — Ульдигский сельсовет. Постановлением Президиума ВЦИК от 10 августа 1933 года Вейнский и Горбовский сельсоветы были переданы в состав Гдовского района Ленинградской области. В 1944 году они вместе со всем Гдовским районом вошли в состав новообразованной Псковской области. Указом Президиума Верховного Совета РСФСР от 16 июня 1954 года Вейнский и Горбовский сельсоветы были объединены в Вейнский сельсовет. Решением облисполкома от 24 декабря 1959 года Вейнский сельсовет был объединён с Добручинским и Лядинским в новый Добручинский сельсовет, другим решением облисполкома от 28 сентября 1965 года был восстановлен Вейнский сельсовет с включением в его состав упразднённого Васильевщинского сельсовета (до 22 мая 1961 года называвшегося Ульдигским сельсоветом).

## Вейнская волость
Постановлением Псковского областного Собрания депутатов от 26 января 1995 года территории сельсоветов были переименованы в волости, в том числе Вейнский сельсовет был переименован в Вейнскую волость.

## Население
Численность населения Вейнской волости по переписи населения 2002 года составила 343 жителя (по оценке на начало 2001 года — 297 жителей).

## Населённые пункты
Список населённых пунктов Вейнской волости в 1995 — 2005 гг.:
| #  | деревня               | 2000 г., чел. | 2002 г., чел. |
| -- | --------------------- | ------------- | ------------- |
| 1  | Большие Горбы         | 0             | 0             |
| 2  | Вейно                 | 194           | 156           |
| 3  | Горка                 | 1             | 4             |
| 4  | Дымокорье             | 0             | 0             |
| 5  | Ельма                 | 2             | 13            |
| 6  | Журавлёв Конец        | 23            | 35            |
| 7  | Заборовье             | 6             | 6             |
| 8  | Залесье               | 2             | 7             |
| 9  | Залосенье             | 6             | 10            |
| 10 | Заполье               | 6             | 5             |
| 11 | Зуевец                | 6             | 15            |
| 12 | Зуево                 | 9             | 5             |
| 13 | Излучье               | 0             | 0             |
| 14 | Казниково             | 0             | 0             |
| 15 | Кежово                | 5             | 8             |
| 16 | Котельницкая Мельница | 2             | 2             |
| 17 | Котельно              | 0             | 0             |
| 18 | Крапивно              | 6             | 11            |
| 19 | Криневье              | 2             | 4             |
| 20 | Крюково               | 0             | 0             |
| 21 | Кюровщина             | 4             | 10            |
| 22 | Лукко                 | 1             | 8             |
| 23 | Лядинки               | 0             | 12            |
| 24 | Малые Горбы           | 0             | 0             |
| 25 | Малый Лужок           | 0             | 0             |
| 26 | Мошки                 | 4             | 6             |
| 27 | Перегрёб              | 2             | 5             |
| 28 | Подолешье             | 0             | 4             |
| 29 | Посконкино            | 2             | 5             |
| 30 | Старина               | 1             | 2             |
| 31 | Ужово                 | 7             | 18            |
| 32 | Ульдежка              | 3             | 3             |
| 33 | Ульдига               | 1             | 5             |
| 34 | Черно                 | 2             | 2             |

В 2005 году, согласно Закону Псковской области «Об установлении границ и статусе вновь образуемых муниципальных образований на территории Псковской области» от 28 февраля 2005 года № 420-ОЗ, Вейнская волость была упразднена в пользу Добручинской волости.

## Известные уроженцы
- Александр Семёнович Хвостов (1753 - 1820) - русский писатель, тайный советник, управляющий Государственным заёмным банком. Родился в деревне Кежово.
- Арнольд Оскарович Папель (1922- 1983) -  участник Великой Отечественной войны, Герой Советского Союза. Родился в ныне несуществующей деревне Березняк.